# ネヴィオ・スカラ
ネヴィオ・スカラ（イタリア語: Nevio Scala, 1947年11月22日 - ）は、イタリアパドヴァ県ロッツォ・アテスティーノ出身の元サッカー選手、サッカー指導者、経営者。現役時代のポジションはミッドフィールダー。

## 来歴
現役時代はACミランでキャリアをスタートし、ヴィチェンツァ、フィオレンティーナ、フォッジャなどに在籍。
引退後、1987年にセリエC1のレッジーナの監督に就任。就任1年目でセリエB昇格を果たすと翌年はセリエBで5位の成績を収めた。
1989年からセリエBのパルマの指揮を執る。パルマラットの強力な支援を受け1年でクラブ史上初のセリエAに昇格すると1992年にはコッパ・イタリアを制覇。UEFAカップウィナーズカップ 1992-93、UEFAスーパーカップ（1993年）、UEFAカップ1994-95などを制覇、1993-94シーズン、1994－95シーズンにはセリエAで3位に入ったが、1995-96シーズン、チームフロント陣はフリスト・ストイチコフを獲得、既にチームのエースであったゾラと同様なポジションでしか真価を発揮しない為、起用方法を模索し様々な試みをするも、同シーズンは6位に転落、チームフロント陣は批判にさらされ、責任を負わされる形でで解任された。
翌年は昇格したペルージャの監督に就任したが16位に低迷、1年限りで退任すると、1997年にドルトムントの監督に就任、トヨタカップではクルゼイロを破ったがブンデスリーガでは10位と低迷し退任した。その後はトルコのベシクタシュ、ウクライナのシャフタール、ロシアのスパルタク・モスクワの監督を歴任。
2015年7月、SSDパルマ・カルチョ1913を創設すると共にクラブ会長に就任。2016年11月22日、ルイジ・アポローニの監督解任と同時に会長を辞任した。

## タイトル
- トヨタカップ 1997
- UEFAスーパーカップ 1995
- UEFAカップウィナーズカップ 1992-93
- UEFAカップ1994-95
- コパ・イタリア 1991-1992